# Pseudocamelina aphragmodes
Pseudocamelina aphragmodes là một loài thực vật có hoa trong họ Cải. Loài này được (Boiss.) N. Busch miêu tả khoa học đầu tiên năm 1928.